# Malăk Preslaveț, Silistra
Malăk Preslaveț (în bulgară Малък Преславец, în română Cadichioi) este un sat în comuna Glavinița, regiunea Silistra, Dobrogea de Sud, Bulgaria. 
Între anii 1913-1940 a făcut parte din plasa Turtucaia a județului Durostor, România.

## Demografie
Componența etnică a satului Malăk Preslaveț
     Bulgari (86,95%)
     Nicio identificare (13,04%)
     Altele (0%)
La recensământul din 2011, populația satului Malăk Preslaveț era de 299 locuitori. Din punct de vedere etnic, majoritatea locuitorilor (86,95%) erau bulgari. Pentru 13,04% din locuitori nu este cunoscută apartenența etnică.